# Eleonore Erdmuthe av Sachsen-Eisenach
 Eleonore Erdmuthe av Sachsen-Eisenach  , född 1662, död 1696, var en tysk kunglighet som genom äktenskap var markgrevinna av Brandenburg-Ansbach och kurfurstinna av Sachsen.

## Biografi
Eleonore Erdmuthe var dotter till Johan Georg I av Sachsen-Eisenach och Johannetta av Sayn-Wittgenstein. Hon gifte sig 1681 med markgreve Johan Fredrik av Brandenburg-Ansbach, och 1692 med kurfurst Johan Georg IV av Sachsen. I sitt första äktenskap blev hon mor till den brittiska drottningen Caroline.
Eleonore Erdmuthes andra äktenskap arrangerades av hennes blivande svärmor för att förhindra hans relation med Magdalene Sibylle von Neidschutz och blev olyckligt; Johan Georg gjorde Sibylla till Sachsens första officiella mätress och levde med henne separerad från Eleonora, som fick bo ensam i det officiella residenset Hofe. Maken försökte vid ett tillfälle mörda henne med svärd, men förhindrades av sin bror, August den starke, som därvid fick en livslång skada i handen. 
Eleonore Erdmuthe hade två missfall och en skengraviditet under äktenskapet. Hon anförtrodde sig till den brittiske diplomaten George Stepney, som skildrar henne i sina skrifter.